# Cooky Puss
Cooky Puss è un EP dei Beastie Boys, pubblicato nel 1983.

## Il disco
Cooky Puss vide l'arrivo di Adam Horovitz, che a partire da quell'anno avrebbe sempre fatto parte del gruppo. È la prima esperienza hip hop dei Beastie Boys, che con la title track raggiunsero un discreto successo nell'ambiente underground newyorchese.

## Tracce
1. Cooky Puss – 3:12
2. Bonus Batter – 2:15
3. Beastie Revolution – 5:00
4. Cooky Puss (Censored Version) – 3:12

## Formazione
- Michael Diamond - voce
- Adam Horovitz - chitarra
- Adam Yauch - basso
- Kate Schellenbach - batteria